# Епархия Куинстауна
Епархия Куинстауна (лат. Dioecesis Civitatis Reginae seu Queenstovensis) — епархия Римско-Католической церкви с центром в городе Куинстаун, ЮАР. Епархия Куинстауна входит в митрополию Кейптауна. Кафедральным собором епархии Куинстауна является церковь Христа Царя.

## История
20 февраля 1929 года Римский папа Пий XI выпустил бреве «Ut Evangelium», которым заново учредил миссию Sui iuris Куинстауна, выделив её из апостольского викариата Мыса Доброй Надежды Восточной провинции (сегодня — Епархия Порт-Элизабета).
29 марта 1938 года миссия sui iuris Куинстауна была преобразована в апостольскую префектуру.
9 апреля 1948 года Римский папа Пий XII издал буллу «Digna plane», которой преобразовал апостольскую префектуру Куинстауна в апостольский викариат.
11 января 1951 года Римский папа Пий XII издал буллу «Suprema Nobis», которой преобразовал апостольский викариат Куинстауна в епархию.

## Ординарии епархии
- епископ John Baptist Rosenthal S.A.C. (9.02.1940 — 3.02.1972)
- епископ John Baptist Rosner S.A.C. (3.02.1972 — 3.02.1984)
- епископ Herbert Nikolaus Lenhof S.A.C. (3.02.1984 — 16.11.2009)
- епископ Dabula Anthony Mpako (с 23 мая 2011 года)[1]

## Источник
- Annuario Pontificio, Libreria Editrice Vaticana, Città del Vaticano, 2003, ISBN 88-209-7422-3
- Бреве Ut Evangelium, AAS 21 (1929), стр. 585  (лат.)
- Булла Libenti animo, AAS 27 (1935), стр. 253  (лат.)
- Булла Digna plane, AAS 40 (1948), стр. 441  (лат.)
- Булла Suprema Nobis, AAS 43 (1951), стр. 257  (лат.)